# Palotabozsok vasútállomás
Palotabozsok vasútállomás egy magyarországi vasútállomás volt a Baranya vármegyei Palotabozsok területén. Megszűnéséig a MÁV üzemeltette.
A belterület északkeleti szélén helyezkedik el, közúti megközelítését az 5621-es útból (a falu főutcájából) kiágazó Rákóczi Ferenc utca, illetve egy abból kiágazó alig 100 méter hosszú mellékút biztosítja.

## Története
A Pécs–Bátaszék-vasútvonalat 1911-ben adták át, ekkor nyílt meg a palotabozsoki vasútállomás is.
1997-től már csak Bátaszék felé közlekedtek innen a vonatok, Pécsvárad felé pótlóbuszok váltották fel a vasutat.
A 2003-as „Bzmot-vész” idején Bátaszék felé is megszűnt a vasúti forgalom.

## Emlékezete
A Vasúti Múzeum Palotabozsok Hagyományőrző Egyesület a felhagyott állomáson 2019-ben vasúttörténeti múzeumot és hajtánypályát rendezett be.

## Forgalom
A vonal bezárása előtt általában napi 5-6 pár személyvonat közlekedett, illetve napi 1 pár Szeged-Pécs viszonylatú gyorsvonat.

## Kapcsolódó állomások
Az állomáshoz az alábbi állomások vannak a legközelebb:
- Véménd megállóhely (Pécs–Bátaszék-vasútvonal)
- Leperdpuszta megállóhely (Pécs–Bátaszék-vasútvonal)

## Vasútvonalak
Az állomást az alábbi vasútvonalak érintik:
- Pécs–Bátaszék-vasútvonal